# 1972 في جنوب إفريقيا
فيما يلي قوائم الأحداث التي وقعت خلال عام 1972 في جنوب أفريقيا.

## رياضة
- 1 يناير – كأس الاتحاد 1972 الفائز منتخب جنوب أفريقيا لكأس ديفيز.
- 4 مارس – جائزة جنوب أفريقيا الكبرى 1972 الفائز ديني هولم.

## مواليد

### يناير
- 1 يناير – جيوفاني بريتوريوس
- 9 يناير – وارويك سانت مصور جنوب أفريقي.
- 19 يناير – كلينتون مارش لاعب كرة مضرب جنوب أفريقي.

### فبراير
- 11 فبراير – غرانت بيكر متركمج جنوب أفريقي.
- 18 فبراير – سيمفيوي نونجقايي ملاكم جنوب أفريقي.
- 21 فبراير – مارك اندروز لاعب اتحاد رغبي جنوب أفريقي.
- 22 فبراير – شون باين لاعب رغبي جنوب أفريقي.

### مارس
- 10 مارس – غريغوري باين
- 26 مارس – ويليم جاكسون لاعب كرة قدم جنوب أفريقي.

### أبريل
- 4 أبريل – جيروم دامون حكم كرة قدم جنوب أفريقي.

### يونيو
- 8 يونيو – نيكول كاتلر راقصة جنوب أفريقية.
- 11 يونيو – هيذر كلارك متركمجة جنوب أفريقية.
- 14 يونيو – كلود هندرسون لاعب كركيت جنوب أفريقي.
- 16 يونيو – ديفيد كارتر لاعب غولف جنوب أفريقي.

### يوليو
- 29 يوليو – فرانكو سميث لاعب رغبي جنوب أفريقي.

### أغسطس
- 16 أغسطس – جيمس دالتون لاعب رغبي جنوب أفريقي.

### سبتمبر
- 2 سبتمبر – والتر خومالو لاعب كرة قدم جنوب أفريقي.
- 8 سبتمبر – لوسيان فان دير والت سياسي جنوب أفريقي.
- 17 سبتمبر – ستيفن هال لاعب رغبي جنوب أفريقي.

### أكتوبر
- 28 أكتوبر – ديفيد جيمس
- 31 أكتوبر – شون بارتلت لاعب كرة قدم جنوب أفريقي.

### نوفمبر
- 17 نوفمبر – توم درير
- 29 نوفمبر – مايكل مانزيني لاعب كرة قدم جنوب أفريقي.

### ديسمبر
- 7 ديسمبر – سين دوندى لاعب كرة قدم ألماني.
- 11 ديسمبر – بول روزنر لاعب كرة مضرب جنوب أفريقي.
- 18 ديسمبر – ماركوس أوندروسكا لاعب كرة مضرب جنوب أفريقي.
- 27 ديسمبر – براندون ايريت ممثل جنوب أفريقي.
- 28 ديسمبر – كوينتن فيريرا لاعب كركيت جنوب أفريقي.

## وفيات

### مايو
- 15 مايو – نايجل جرين (مواليد 1924)

### أغسطس
- 11 أغسطس – ماكس تيلر (مواليد 1899)

### سبتمبر
- 20 سبتمبر – فرانك دوجلاس (مواليد 1875) لاعب رغبي جنوب أفريقي.